# Tetsuya Koishi
Tetsuya Koishi (小石 哲也 Koishi Tetsuya?, nacido el 21 de septiembre de 1990 en Hyogo) es un exfutbolista japonés. Jugaba de centrocampista y su último club fue el Vonds Ichihara de Japón.

## Trayectoria

### Clubes
| Club            | País  | Año         |
| --------------- | ----- | ----------- |
| Gainare Tottori | Japón | 2014 - 2015 |
| Vonds Ichihara  | Japón | 2016 - 2017 |

## Estadística de carrera

### J. League
| Club            | Año   | J. League | J. League | Copa J. League | Copa J. League | Total | Total |
| Club            | Año   | Part.     | Goles     | Part.          | Goles          | Part. | Goles |
| --------------- | ----- | --------- | --------- | -------------- | -------------- | ----- | ----- |
| Gainare Tottori | 2014  | 13        | 0         | -              | -              | 13    | 0     |
| Gainare Tottori | 2015  | 32        | 0         | -              | -              | 32    | 0     |
| Total           | Total | 45        | 0         | 0              | 0              | 45    | 0     |